# Melville Glacier
Melville Glacier är en glaciär i Antarktis. Den ligger i Västantarktis. Argentina, Chile och Storbritannien gör anspråk på området. Melville Glacier ligger 291 meter över havet.
Terrängen runt Melville Glacier är huvudsakligen kuperad, men norrut är den bergig. Trakten är obefolkad. Det finns inga samhällen i närheten. 